# エドウィン・O・グスマン
エドウィン・O・グスマン（Edwin O. Guthman、1919年8月11日 - 2008年8月31日）は、アメリカ合衆国のジャーナリスト、南カリフォルニア大学教授。『シアトル・タイムズ (The Seattle Times)』紙の新聞記者だった1950年に、同紙にとって初めての国内報道部門のピューリッツァー賞を受賞した。グスマンは、リチャード・ニクソンの政敵リストで3番目に名前が挙げられていた。

## 経歴
グスマンは、ワシントン州シアトルに生まれ、1941年にワシントン大学を卒業した。1942年に陸軍に入隊した。第二次世界大戦中には、歩兵連隊の偵察小隊長として、北アフリカ戦線やイタリア戦線に従軍した。1946年には、大尉で除隊となった。この遠征の間に、彼はシルバースターとパープルハート章を受章した。軍務に就いていた期間を挟んで1941年から1947年にかけては『シアトル・スター (The Seattle Star)』紙、次いで1947年から1961年には『シアトル・タイムズ』紙で新聞記者として働いた。『シアトル・タイムズ』紙では、1950年に、同紙にとって初めてのピューリッツァー賞国内報道部門の受賞を果たした。彼が執筆した記事は、ワシントン州の非米活動委員会が、ワシントン大学の教授メルヴィン・レイダーを共産主義者と断じた誤った告発に際して、教授の無実を示す証拠を隠蔽していたことを証明するものであった。
1961年、グスマンは、司法長官になったロバート・ケネディに抜擢されて、彼の広報担当秘書官となった。その後1965年にケネディがニューヨーク州選出の上院議員となると、同様の役割を1年間務めた。こうしたケネディの下での働きから、彼はニクソンの政敵リストの3番目に名が挙げられた。
その後、1965年から1977年にかけては、『ロサンゼルス・タイムズ』紙の国内面編集者、次いで1977年から1987年にかけては、『フィラデルフィア・インクワイアラー (The Philadelphia Inquirer)』紙の論説面編集者を務めた。
1987年には、カリフォルニア州ロサンゼルスの南カリフォルニア大学南カリフォルニア大学アネンバーグ・コミュニケーション・ジャーナリズム大学院の教授となり、後には上級講師として教鞭をとった。教職を引退したのは2007年であった。
グスマンは、2008年8月31日に、ロサンゼルスのパシフィック・パリセーズ地区の自宅で、89歳で死去した。彼は アミロイドーシスという内蔵に障害をもたらす難病を患っていた。